# Tschechoslowakische Fußballnationalmannschaft der Frauen
Die tschechoslowakische Fußballnationalmannschaft der Frauen repräsentierte die Tschechoslowakei im internationalen Frauenfußball und bestritt zwischen 1986 und 1992 28 Spiele. Die Nationalmannschaft war dem tschechoslowakischen Fußballverband unterstellt. Bereits am 23. Februar 1968 hatte eine tschechoslowakische ein inoffizielles Länderspiel bestritten. Sie gehörte sportlich zu den durchschnittlich starken Mannschaften und konnte sich nie für die Endrunde eines großen Turniers qualifizieren. Der größte Erfolg war das Erreichen des Viertelfinales der EM 1989, wo sie nach einem 1:1 im Hinspiel das Rückspiel gegen den späteren Europameister Deutschland mit 0:2 verlor. Die tschechoslowakische Mannschaft war die einzige, die ein Spiel gegen die Frauennationalmannschaft der DDR bestritt. Nach der Aufspaltung der Tschechoslowakei führt die FIFA in der Statistik der Slowakei ebenso wie in der Statistik der Tschechischen Republik die Spiele der Tschechoslowakei auf. Nach der Trennung traten beide Mannschaften in ihren ersten beiden Spielen gegeneinander an.

## Turnierbilanz

### Weltmeisterschaft
| - 1991: Nicht teilgenommen |

### Europameisterschaft
| - 1984: Nicht teilgenommen - 1987: Nicht teilgenommen - 1989: Viertelfinale - 1991: Nicht qualifiziert - 1993: Nicht qualifiziert |

## Spiele gegen Nationalmannschaften deutschsprachiger Länder
Alle Ergebnisse aus tschechoslowakischer Sicht.

### Deutschland
| Datum             | Ort            | Ergebnis | Anlass           |
| ----------------- | -------------- | -------- | ---------------- |
| 26. November 1988 | Bratislava     | 1:1      | EM-Viertelfinale |
| 17. Dezember 1988 | Kaiserslautern | 0:2      | EM-Viertelfinale |
| 22. November 1989 | Marburg        | 0:5      | WM-Qualifikation |
| 29. April 1990    | Frýdek-Místek  | 0:1      | WM-Qualifikation |

### DDR
| Datum       | Ort     | Ergebnis | Anlass |
| ----------- | ------- | -------- | ------ |
| 9. Mai 1990 | Potsdam | 3:0      |        |

### Schweiz
Keine Spiele

### Österreich
| Datum             | Ort        | Ergebnis | Anlass |
| ----------------- | ---------- | -------- | ------ |
| 17. November 1991 | Bratislava | 1:1      |        |